# Angelica cryptotaeniifolia
Angelica cryptotaeniifolia là một loài thực vật có hoa trong họ Hoa tán. Loài này được Kitag. mô tả khoa học đầu tiên năm 1967.